# فان كورنس (نيويورك)
فان كورنس (بالإنجليزية: Van Keurens, New York)‏ هي منطقة سكنية تقع في الولايات المتحدة في نيويورك (ولاية).